# Wilhelm Scholkmann

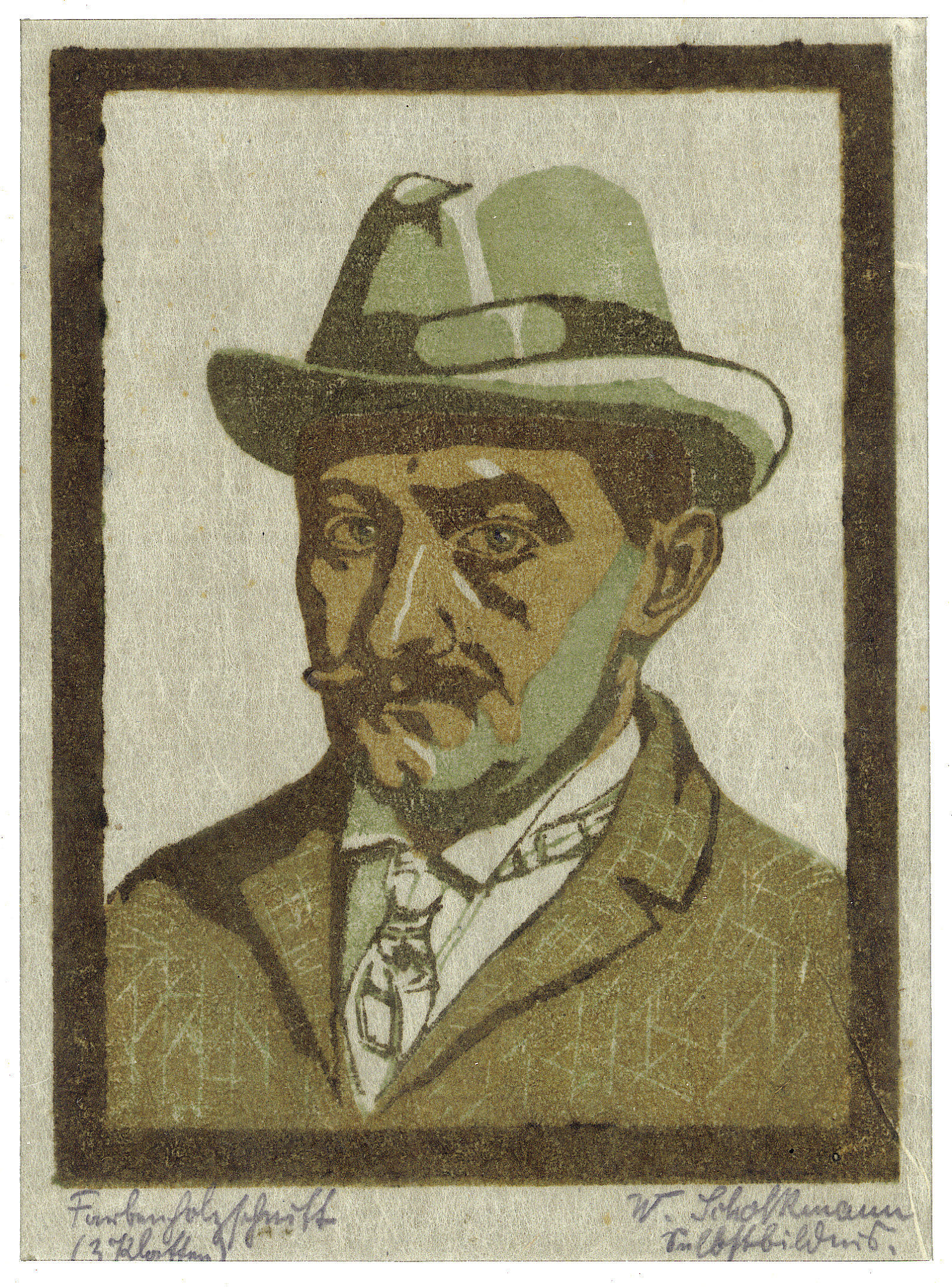
Selbstporträt, Holzschnitt

Wilhelm Ludwig Adolph Scholkmann (* 25. Dezember 1867 in Berlin; † 2. August 1944 in Lüneburg) war ein deutscher Maler.

## Leben

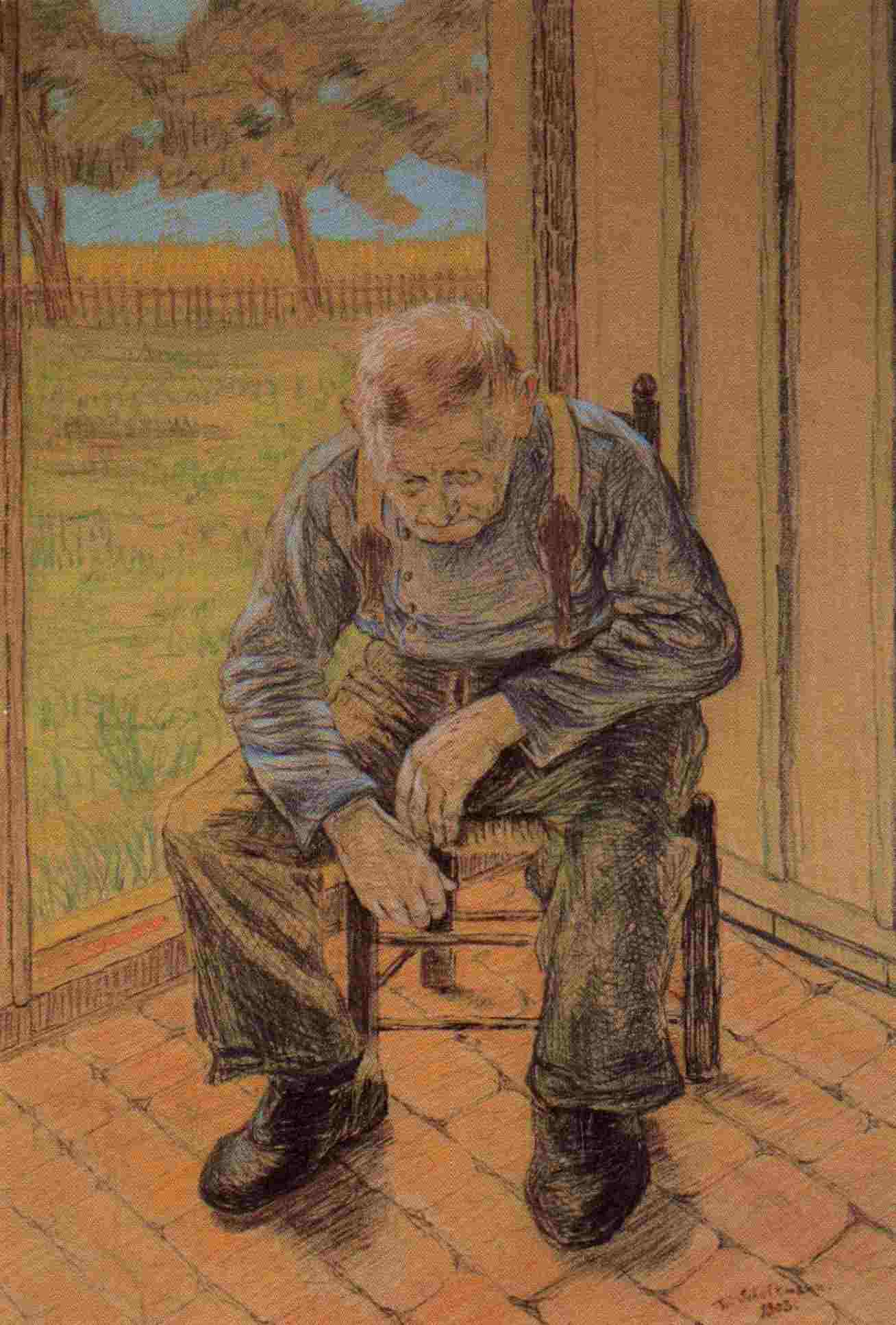
Wilhelm Scholkmann: Sitzender Bauer

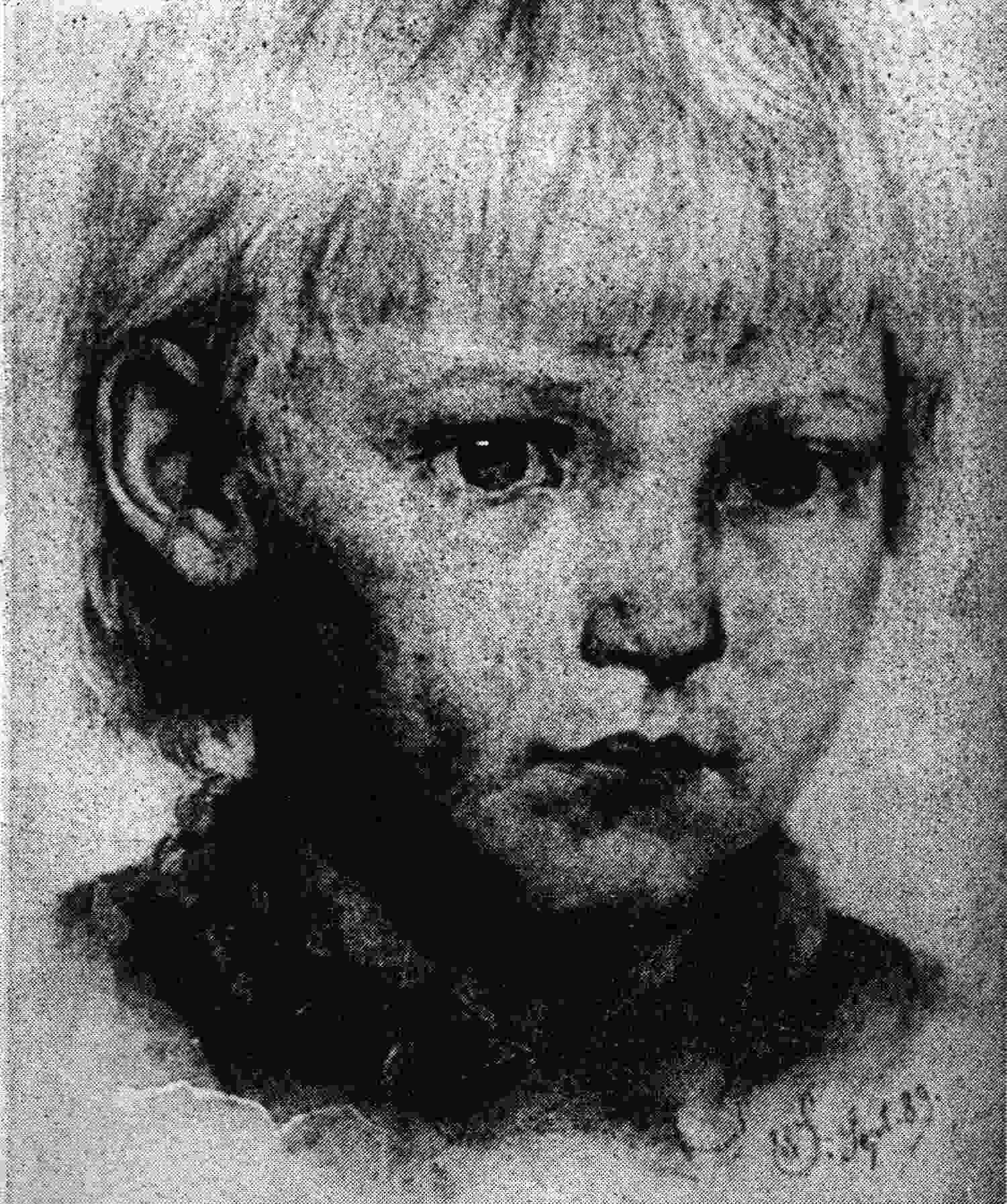
Wilhelm Scholkmann: Studie zu einem Kinderporträt

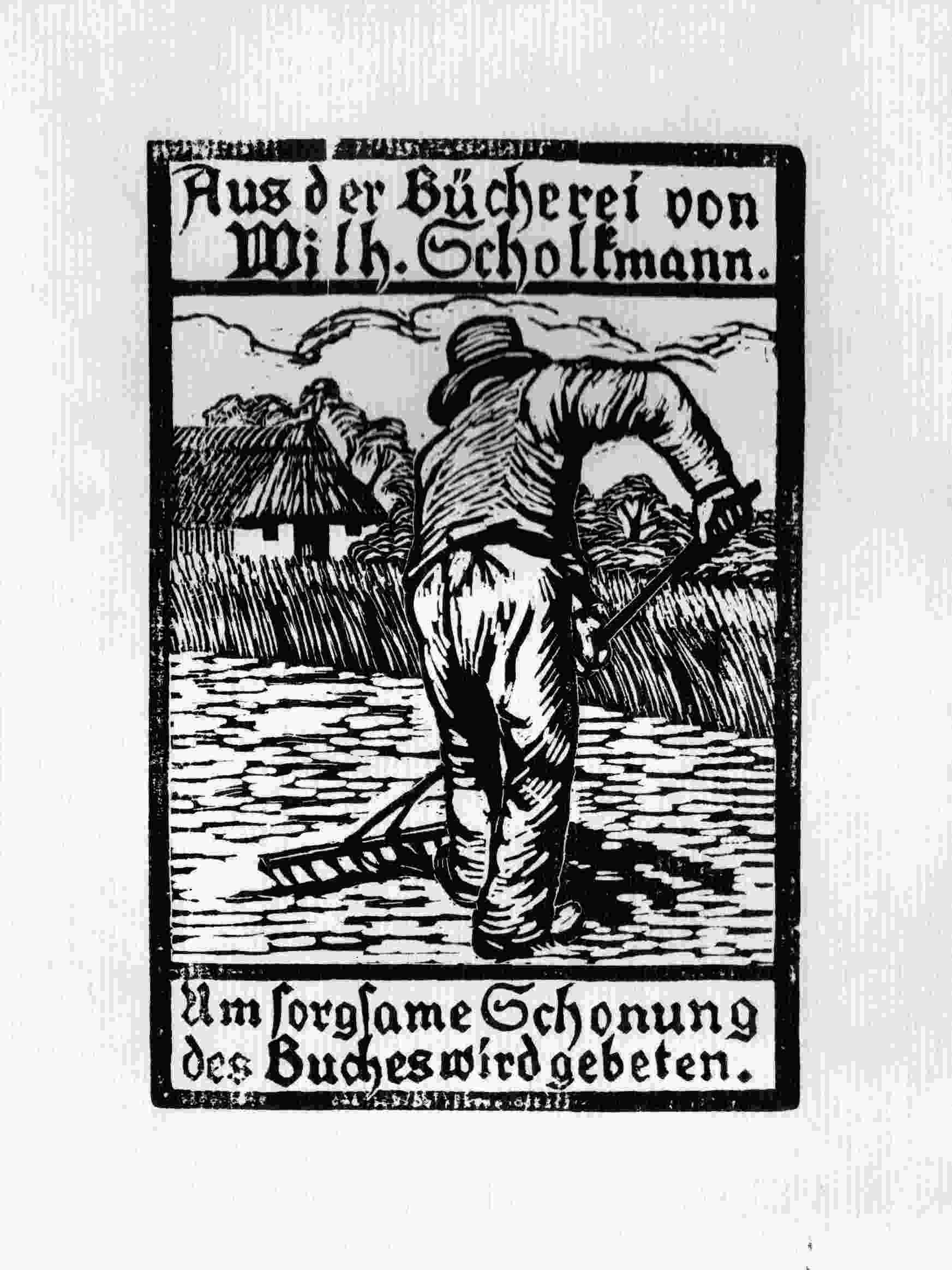
Wilhelm Scholkmann: Ex libris

„Willi“ Scholkmann war der Sohn des Theologieprofessors Adolf Scholkmann und seiner Frau Marie Bussmann, Tochter einer Hofdame und eines Hohenzollernprinzen. Seine Mutter hatte mit ihrer unehelichen Herkunft keine Probleme, zumal Wilhelm Scholkmanns Großmutter schleunigst mit einem ältlichen Hofrat verheiratet wurde. Wilhelm Scholkmann quälte diese Geschichte aber zeitlebens, er litt später deswegen unter Verfolgungswahn.
Im Februar 1888 legte er am Luisenstädtischen Gymnasium zu Berlin das Abitur ab und nahm seine freien Studien in Paris und München auf. Von seiner Begabung war er überzeugt, wusste aber noch nicht, welche Kunstrichtung ihm am meisten lag. Die Eltern hätten ihm allerdings einen Beruf als Kunsterzieher oder Illustrator gewünscht, der ihn auch hätte ernähren können.
Nach dem Tod seines lungenkranken Bruders starb auch seine 50-jährige Mutter. Im Jahre 1907 starb dann auch der Vater.
Ab 1908 lebte Wilhelm Scholkmann in Dötlingen mehr schlecht als recht von den Zinsen seines ererbten kleinen Vermögens. Im November 1909 fand in Oldenburg im Augusteum eine Ausstellung des Oldenburger Kunstvereins statt. Hier stellte er das in der Dötlinger Kirche entstandene große Gemälde „Vor Beginn des Gottesdienstes“ aus. Er rechnete damit, dass dieses Bild auf der Ausstellung große Beachtung finden würde. Als der immer düster und abweisend wirkende Künstler sein Bild firniste, geriet er mit einem Vorstandsmitglied des Kunstvereins aneinander. Jeder beharrte auf seinem Standpunkt; darauf zog der Künstler seine Werke von der Ausstellung zurück.
Im Herbst 1912 war er in ein kleines Häuschen in Osterdorf, Post Worpswede Nr. 47, gezogen. Dort hat er spartanisch einfach gelebt wie ein Eremit und es sogar mit der Bienenzucht versucht. Die Inflation verschlang den Rest seines Kapitals. Seine melancholischen Moor-, Heide- und Arme-Leute-Bilder fanden kaum Käufer. Die Verwandtschaft empfand es als eine unliebsame Pflicht, den „verrückten Künstler“ vor dem Verhungern zu bewahren. Dafür wanderten einige seiner Schöpfungen – Herbstnebel, Heidewege, Torfkähne, Dorfgeiger, Holzschuhflicker und herbe Bäuerinnen – in die Wohnzimmer seiner gutbürgerlichen Verwandten. Er selbst blieb unter ihnen ein Fremder. Oft schwieg er den ganzen Tag.

## Ausbildung und Arbeit
Wilhelm Ludwig Scholkmann besuchte ab 1889 in München die von Heinrich Knirr 1888 gegründete europaweit bekannte, öffentlich anerkannte Malschule, deren bedeutendste Schüler wohl Paul Klee und Emil Orlik waren. An der Akademie der bildenden Künste in München studierte Wilhelm Scholkmann bei Ludwig von Herterich und bei Johann Leonhard Raab. Ab 1891 hielt er sich zur weiteren Ausbildung in der Künstlerkolonie Dachau auf und ging dann zu Kunstakademien nach Paris und Düsseldorf. Um 1900 ließ er sich erstmals in Worpswede nieder.
1910 zog Scholkmann um in die Künstlerkolonie Dötlingen. Von dort aus beschickte er verschiedene Ausstellungen.
An seinem „Vor Beginn des Gottesdienstes“ hatte er ein halbes Jahr lang gearbeitet. Am 17. Oktober schreibt er in sein Tagebuch: „Die Einzelheiten des Kircheninneren auszuführen, war nicht immer ein Vergnügen. Dies Bild soll nun mein letzter Versuch sein, als Figurenmaler wenigstens hier in Norddeutschland durchzudringen. Ich rechne mit Sicherheit darauf, dass dieses Bild ziemliche Beachtung finden wird.“
Der Vergessene unter den „Worpsweder Künstlern“ tauchte erstmals 1900 in Worpswede auf und ließ sich 1910 endgültig dort nieder. Er stand altersmäßig den Worpsweder Malern der ersten Generation sehr nahe. Bis auf Otto Modersohn blieben die Kontakte zu den anderen prominenten Worpsweder Malern immer sehr lose. Von Heinrich Vogeler, dessen Schwester er heiraten wollte, fühlte er sich tief enttäuscht. Er verstarb am 2. August 1944 in der Landes-Heil- und Pflegeanstalt in Lüneburg.

## Werk
Scholkmann nahm 1904 an der 34. großen Ausstellung des Kunstvereins in der Kunsthalle Bremen teil. Seine Arbeit, „Bildnis meines Vaters“ ist im Ausstellungskatalog vermerkt. Seine zahlreichen Radierungen, die Gleichnisdarstellungen nach dem Evangelium, der Zyklus „Menschenalter und Jahreszeiten“ sind nicht erhalten. Sie sind nur aus Briefen und Kritiken bekannt. Wilhelm Scholkmann hat offenbar bis an sein Lebensende gemalt, sein Spätwerk ist jedoch nicht erhalten. Möglicherweise hat er es in einer depressiven Phase selbst vernichtet.
Scholkmanns Werk ist in alle Winde zerstreut. Es gibt keinen Gesamtkatalog und sein Arbeiten sind bisher kaum bekannt und anerkannt worden. „Was habe ich schon alles über mich ergehen lassen müssen, weil mir kein äußerer Erfolg bisher beschieden war!“ schreibt Wilhelm Scholkmann im Jahr 1908 in sein Tagebuch. „Ich könnte vieles schreiben über den Dornenweg, den ich habe gehen müssen; aber das ist bisher allen Künstlern so ergangen, die eigene Wege beschreiten, deshalb lasse ich mich von meiner Bahn nicht abbringen. Ich werde mein Ziel verfolgen, und ich will nur hoffen, wenigstens so weit zu kommen, dass man dereinst meine Begabung nicht mehr leugnen kann. Ob es mir vergönnt sein wird, die Werke zu schaffen, die mich schon so lange beschäftigen, das kann ich freilich nicht wissen.“
Dem Geschmack seiner Zeit, die das Historien- und Genrebild bevorzugte, passte er sich niemals an, aber so frei und unabhängig wie Paula Modersohn-Becker war er nicht. Paula Modersohn-Becker hat Wilhelm Scholkmann sehr geschätzt und ihm freundlich geschrieben. Auch zu ihrem Mann, Otto Modersohn, bewahrte er immer ein gutes Verhältnis. Scholkmann korrespondierte auch mit August von Brandis.